# Ксур-ес-Сеф (округ)
Ксур-ес-Сеф (араб. معتمدية قصور الساف) — округ в Тунісі. Входить до складу вілаєту Махдія. Центр округу — м. Ксур-ес-Сеф. Станом на 2004 рік загальна чисельність населення становила 48799 осіб.